# 東扇島出入口
東扇島出入口（ひがしおおぎしまでいりぐち）は、神奈川県川崎市川崎区東扇島にある首都高速道路湾岸線の出入口である。

## 接続する道路
- 国道357号

## 周辺
- JERA東扇島火力発電所
- 東扇島オイルターミナル
- 川崎マリエン
- 東扇島東公園

## その他
東扇島 - 川崎浮島JCT間にある川崎航路トンネルが海底トンネルであり、危険物積載車両が通行禁止となっているため、危険物積載車は当出入口で降りることとなる。また、2012年現在、危険物積載車が東扇島へ出入りできる経路は当出入口から大黒JCT方面のみとなっている。

## 隣
首都高速湾岸線
大黒JCT/(B08,B09)大黒ふ頭出入口/大黒PA - 鶴見つばさ橋 - (B10, B11)東扇島出入口 - 川崎航路TN - 川崎浮島JCT/(B12,B13)浮島出入口/湾岸浮島TB(廃止)